# ぱんちゃん璃奈
ぱんちゃん 璃奈（ぱんちゃん りな、1994年3月17日 - ）は、日本の女性キックボクサー。元REBELS-BLACK女子アトム級王者。元KNOCK OUT-BLACK女子ミニマム級王者。
リングネームは容姿が漫画『ドラゴンボール』のキャラクターであるパンに似ていると言われることに由来する。

## 来歴
大阪府豊中市出身。5歳の時から水泳を習い、受験して中学校に進学。中学でも水泳部に入部したが、中学のマラソン大会で学校の歴代記録を3年連続で塗り替えたところ陸上部からスカウトが入り、中学3年の9月から陸上部に転向した。高校生ではオーバートレーニングによる疲労骨折で練習ができない日々が続き、高校を中退。
21歳の時に心機一転で大阪から上京すると、キックボクシングジムのSTRUGGLEに入会する。最初はフィットネス会員だったが、練習している内に試合に出たいと思うようになり本格的に練習に打ち込み、アマチュアで12戦11勝という戦績を残した。

### プロ転向
2019年2月17日、PANCRASE REBELS RING.1 NIGHTにてプロデビュー戦を行い、川島江理沙と47.5kg契約で対戦し判定勝利。
2020年8月30日、REBELS.65で行われたREBELS-BLACK女子46kg級初代王座決定戦でMISAKIと対戦。3-0の判定で勝利しプロ初のタイトル獲得。
2021年7月18日、KNOCK OUT 2021 vol.3でsasoriと48.4kg契約で対戦し、2-0の判定勝ち。
2021年9月19日、RIZIN初参戦となるRIZIN.30で元NJKFミネルヴァ日本アトム級王者の百花と46.5kg契約で対戦し、3-0の判定勝ちを収めた。
2021年12月19日、 REBELS-BLACK女子アトム級（46.0kg）王座を返上し1階級上げ、翌年1月22日に喜多村美紀との初代ミニマム級（47.5kg）王座決定戦に挑み二階級王座を目指すことが発表された。しかしその後、新型コロナウイルスに感染したため同大会を欠場することが発表された。
2022年3月12日、KNOCK OUT 2022 vol.2で行われた初代KNOCK OUT-BLACK女子ミニマム級（47.5kg）王座決定戦で喜多村美紀と対戦し、判定勝ちを収め王座獲得に成功した。
2022年4月9日、数日前の練習中に前十字靭帯断裂の大怪我を負い、13日に手術を行って10日間入院することを自身のYoutubeチャンネルにて明らかにした。今後は競技普及のために精力的に活動していくことをアピールしている。
2022年10月8日、所属ジムのSTRUGGLEを退会し、フリーの選手となる。
2022年12月5日、那須川天心vs.武尊のサイン入りポスターを偽造し、ネットオークションで9万9900円で販売した詐欺容疑で逮捕される。その後不起訴処分となる。
2023年3月5日、復帰戦となるエキシビジョンマッチでBreakingDownの坂本瑠華と対戦。リング上で改めてファンに向けて謝罪した。
2023年4月22日、「KNOCK OUT 2023 Vol.1」で台湾出身の格闘家ワン・チンロンと対戦、2-0の判定勝ちを収めた。
2024年5月3日、「巌流島バーチャルファイト」でアルゼンチン出身のルシア・アプデルガリムと対戦、判定0-2で敗北。プロ入り後初、アマチュア時代を入れても7年ぶりの敗北となった。
2024年6月23日、「KNOCK OUT CARNIVAL 2024 SUPER BOUT "BLAZE"」でアルゼンチン出身のアイリン・ゴンザレスと対戦、3-0の判定勝ちを収めた。

## 人物
- 中学1年生の時にAKB48の第一期生のオーディションに応募し、最終選考まで残っていた過去がある[26]。
- 今まで居酒屋、カラオケ店、コンパニオンなど40個ほどの様々な業界のアルバイトを経験したがどれも長続きせずにすぐに辞めてしまったと語っている[27][28]。

## 戦績

### プロキックボクシング
| キックボクシング 戦績 | キックボクシング 戦績 | キックボクシング 戦績 | キックボクシング 戦績 | キックボクシング 戦績 | キックボクシング 戦績 | キックボクシング 戦績 |
| --------------------- | --------------------- | --------------------- | --------------------- | --------------------- | --------------------- | --------------------- |
| 21 試合               | (T)KO                 | 判定                  | その他                | 引き分け              | 無効試合              |                       |
| 19 勝                 | 4                     | 15                    | 0                     | 1                     | 0                     |                       |
| 1 敗                  | 0                     | 1                     | 0                     | 1                     | 0                     |                       |

| 勝敗 | 対戦相手                                      | 試合結果                        | 大会名                                                           | 開催年月日     |
|      | アム・ザ・ロケット                            | 試合前                          | KNOCK OUT.56〜NEW BIGINNING〜                                    | 2025年8月29日  |
| △    | 山田真子                                      | 3R+延長1R終了 判定1-1           | KNOCK OUT 2025 vol.1                                             | 2025年2月9日   |
| ○    | 美伶                                          | 3R終了 判定2-0                  | KNOCK OUT 2024 vol.5                                             | 2024年10月12日 |
| ○    | アイリン・ゴンザレス                          | 3R終了 判定3-0                  | KNOCK OUT CARNIVAL 2024 SUPER BOUT "BLAZE"                       | 2024年6月23日  |
| ×    | ルシア・アプデルガリム                        | 3R終了 判定0-2                  | 巌流島バーチャルファイト                                         | 2024年5月3日   |
| ○    | 平岡琴                                        | 3R終了 判定2-0                  | TRHD presents K-1 WORLD MAX                                      | 2024年3月20日  |
| ○    | ケイスリィ・バンス                            | 3R 1:14 KO（右ストレート）      | KNOCK OUT 2023 Vol.6                                             | 2023年12月9日  |
| ○    | チャッキー                                    | 2R 2:58 TKO（膝蹴り）           | KNOCK OUT 2023 Vol.4                                             | 2023年9月16日  |
| ○    | ワン・チンロン                                | 3R終了 判定2-0                  | KNOCK OUT 2023 Vol.1                                             | 2023年4月22日  |
| ○    | 喜多村美紀                                    | 3R終了 判定3-0                  | KNOCK OUT 2022 vol.2 【KNOCK OUT-BLACK女子ミニマム級王座決定戦】 | 2022年3月12日  |
| ○    | 百花                                          | 3R終了 判定3-0                  | RIZIN.30                                                         | 2021年9月19日  |
| ○    | sasori                                        | 3R終了 判定2-0                  | KNOCK OUT 2021 vol.3                                             | 2021年7月18日  |
| ○    | MIREY                                         | 1R 2:30 KO（右ストレート）      | KNOCK OUT 2021 vol.2                                             | 2021年5月22日  |
| ○    | MARI                                          | 3R終了 判定3-0                  | REBELS.67                                                        | 2020年11月8日  |
| ○    | MISAKI                                        | 3R終了 判定3-0                  | REBELS.65 【REBELS-BLACK女子46キロ級初代王座決定戦】             | 2020年8月30日  |
| ○    | 祥子JSK                                       | 3R終了 判定3-0                  | KNOCK OUT CHAMPIONSHIP.1                                         | 2020年2月11日  |
| ○    | ペットチョンプー・モー.クルンテープトンブリー | 1R 2:20 TKO（ドクターストップ） | SOUL IN THE RING CLIMAX                                          | 2019年12月8日  |
| ○    | MIREY                                         | 3R終了 判定3-0                  | KNOCK OUT×REBELS                                                 | 2019年10月4日  |
| ○    | 祥子                                          | 3R終了 判定2-0                  | K.O CLIMAX 2019 SUMMER KICK FEVER                                | 2019年8月18日  |
| ○    | パク・シウ                                    | 2分3R終了 判定3-0               | REBELS.61                                                        | 2019年6月9日   |
| ○    | Sae_KMG                                       | 2分3R終了 判定3-0               | REBELS.60                                                        | 2019年4月20日  |
| ○    | 川島江理沙                                    | 2分3R終了 判定3-0               | PANCRASE REBELS RING.1 NIGHT                                     | 2019年2月17日  |

### エキシビション
| 勝敗 | 対戦相手 | 試合結果           | 大会名                                       | 開催年月日     |
| △    | 坂本瑠華 | 2分2R終了 判定なし | KNOCK OUT 2023 SUPER BOUT “BLAZE”            | 2023年3月5日   |
| △    | sasori   | 2分2R終了 判定なし | NKB日本キックボクシング連盟 必勝シリーズ 7th | 2022年12月11日 |
| △    | 大倉萌   | 2分1R終了 判定なし | BOUT43                                       | 2021年11月21日 |

## 獲得タイトル
- KAMINARIMON全日本2018 47㎏優勝
- Girls Bloom Cup 50㎏優勝
- REBELS-BLACK女子アトム級王座
- KNOCK OUT-BLACK女子ミニマム級王座

## 入場テーマ曲
- DAN DAN 心魅かれてく（FIELD OF VIEW）

## 出演

### テレビ番組
- バナナサンド（2020年12月9日、TBS）
- ジャンクSPORTS（2021年3月14日、フジテレビ）
- ノブナカなんなん？（2021年5月8日、テレビ朝日）
- ノブナカなんなん？（2021年6月26日、テレビ朝日）
- ゼロイチ（2022年4月、日本テレビ）爆食チートデイのコーナー
- KNOCK OUT STYLE（2023年5月13日、東京MX）「KNOCK OUT 2023 Vol.1（2023年4月22日開催）」ワン・チンロン戦の試合と直後控え室インタビュー

### 雑誌
- ヤングアニマル（2019年7月）[29]
- 週刊プレイボーイ（2020年1月27日）[30]

## 書籍

### 写真集
虹色ぱんちゃん(2022年6月10日、ジーオーティー)